# Chai Jing
Chai Jing, född 1 januari 1976 i Linfen i Shanxi-provensen, Kina, är en kinesisk journalist, författare och miljöaktivist.

## Biografi
Chai började 1991 studera vid Zhongnan University Railway Campus i Changsha i Hunan-provinsen med redovisning som huvudämne. Medan hon fortfarande var student, skrev hon ett brev till en programvärd på Hunan Arts Radio med förfrågan om hjälp med att uppfylla sin dröm. Värden erbjöd henne en intervju och hon blev senare anställd för att arbeta på radiostationen. 
Efter examen 1995 blev Chai värd för radioprogrammet, Gentle Moonlight (kinesiska: 夜色温柔 ). Tre år senare, vid 22 års ålder, skrev hon in sig vid Peking Broadcasting Institute (numera känt som Communication University of China) för att studera tv-produktion, medan hon samtidigt var värd för en annan Hunan-radioprogram, New Youth (kinesiska: 新青年 ). År 2001 började hon vid Kinas centrala television (CCTV) som reporter och presentatör, samtidigt som hon arbetade på en Masterexamen vid Pekings universitet.
Två år senare täckte hon, som undersökande reporter, den svåra SARS-krisen. Efter jordbävningen i Sichuan i Wenchuan 2008, fortsatte hon att leva med de drabbade för att uppleva deras svåra levnadsförhållandevidn. Hon sammanställde senare sina erfarenheter i ett program som kallas Seven Days in Yangping, en rapport som gav henne stort renomé som tv-reporter.
Under 2009 lämnade Chai den undersökande journalistiken för att återgå till att vara programvärd och 2011 blev hon en av värdarna för helgupplagan av Seeing (kinesiska: 看见).
Efter att ha fött en dotter tog Chai upp en egen årslång undersökning av Kinas miljöproblem och producerade en dokumentär med titeln Under the Dome (kinesiska:穹顶之下 ), som släpptes till fri visning på internet den 1 mars 2015. Dokumentären, med Chai som faktapresentatör, visades mer än 150 miljoner gånger fram till den 3 mars, men har sedan varit censurerad i Kina.

## Utmärkelser
- 2003: Correspondent of the Year för undersökande journalistik om kampen mot SARS
- 2008: Annual Green Characters Moving China 2007
- 2009: Capital Association of Female Reporters’ pris för vältalighet
- 2010: Golden Camera Prize of the Potatoes Festival. Hon valdes som en av de årliga 10 i topp-värdarna för CCTV